# Victorius von Aquitanien
Victorius von Aquitanien (lat. Victori(n)us Aquitan(ic)us; um 457) war ein aquitanischer Computist des 5. Jahrhunderts, der ein später von Abbo von Fleury kommentiertes Tafelwerk zur Erleichterung der Multiplikation und Division (Calculus Victorii) sowie 457 im Auftrag des römischen Erzdiakons und nachmaligen Papstes Hilarius ein Werk zur Berechnung des Ostertermins (Cursus paschalis) verfasste.

## Leben und Werk
Nach seinem Zeitgenossen Gennadius von Marseille (de viris illustribus) stammte er aus Aquitanien und war ein genauer Rechner. Mommsen identifizierte ihn nach einem Berliner Manuskript mit seinem Namen (Victorius) als Autor des früher Beda Venerabilis zugeschriebenen Calculus.
Es gab einen Streit über das Osterdatum von 444 und 455 und Papst Hilarius beauftragte den als Mathematiker bekannten Victorius von Aquitanien dies zu klären. Victorius war im Westen der Erste, der den in der Ostkirche durch Annianus von Alexandria eingeführten 532-Jahr-Zyklus des Osterdatums erkannte. Wahrscheinlich kannte er Annianus Schrift nicht, er benutzte die Chronik von Eusebius von Caesarea und deren Weiterführung durch Hieronymus und Prosper Tiro. Im Brief an Hilarius erklärt er nicht, wie er darauf kam (den 28-jährigen Sonnenzirkel erwähnt er nicht explizit, kannte aber den Mondzirkel von 19 Jahren), möglicherweise fand er den Sonnenzirkel (Periode der Wochentage) empirisch oder unabhängig, etwa aus Vergleich mit den römischen Kalenderzyklen von 84 Jahren (der afrikanische Computists des 3. Jahrhunderts n. Chr. Augustalis in seinem Laterculus u. a.) und dem von Hippolytus von Rom von 112 Jahren. Victorius suchte einen Kompromiss aus der alexandrinischen Tradition der Ostkirche und der römischen Tradition und überließ in einigen Zweifelsfällen die Wahl des Osterdatums dem Papst.

## Ausgaben
- Calculus: Gottfried Friedlein: Victorii calculus ex codice Vaticano editus. In: Bullettino di bibliografia e di storia delle scienze matematiche e fisiche. Band 4, 1871, S. 443–463 (Digitalisat).
- Cursus paschalis: Bruno Krusch: Studien zur christlich-mittelalterlichen Chronologie. Die Entstehung unserer heutigen Zeitrechnung (= Abhandlungen der Preußischen Akademie der Wissenschaften, Philosophisch-historische Klasse. Jahrgang 1937, Nr. 8). Verlag der Akademie der Wissenschaften, Berlin: Weidmann 1938. (Teil I: Victorius. Ersatz der fehlerhaften Ausgabe Mommsens in den MG.)
  - Die Ausgabe von Theodor Mommsen ist Chronica Minora, Band 1, MGH, Auctores Antiquissimi,  Berlin 1892, S. 669–835, Digitalisat, MGH